# Kijfhoek (rangeerterrein)

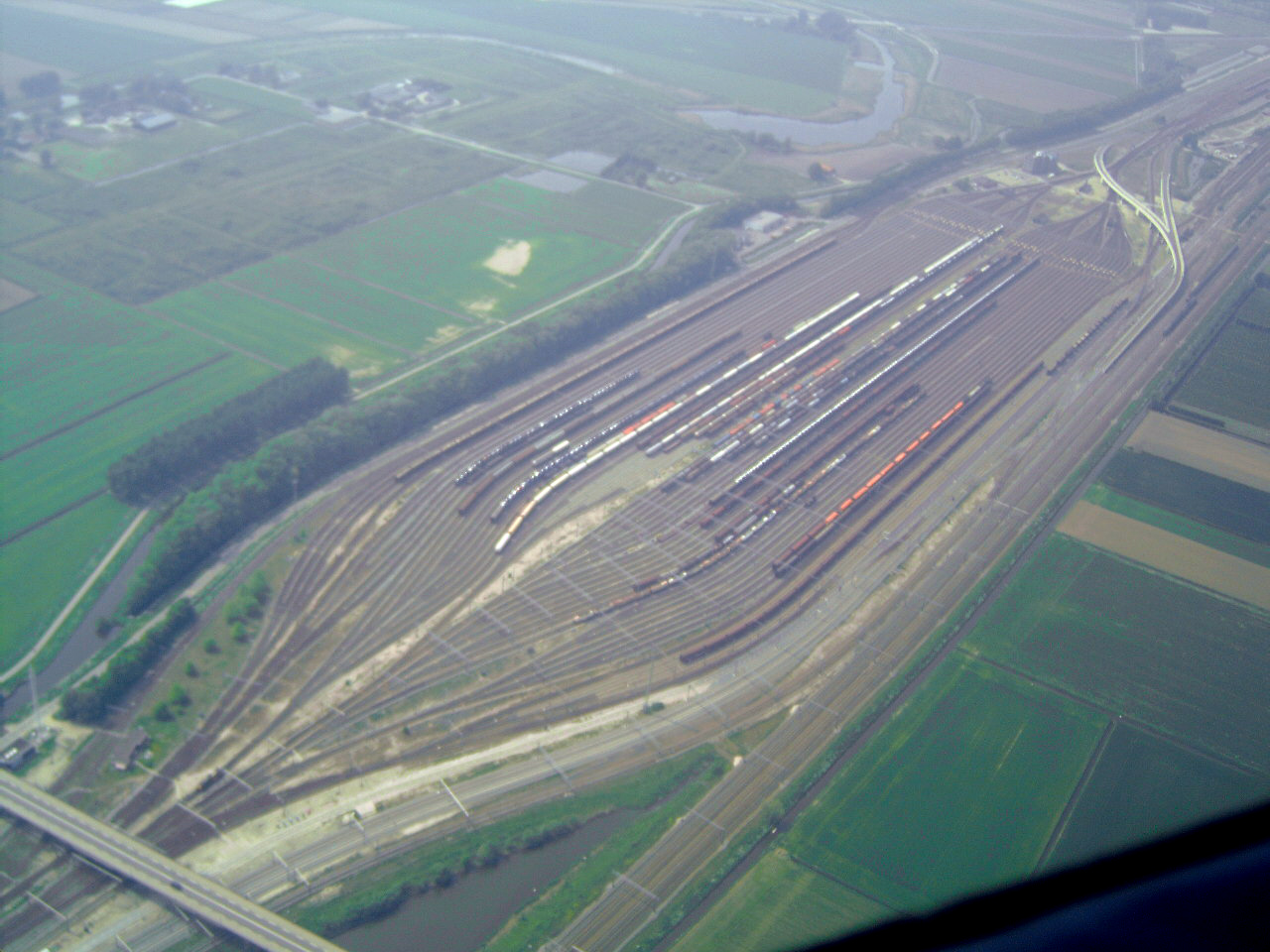
Rangeerterrein Kijfhoek in 2006

Kijfhoek is een rangeerterrein tussen Barendrecht en Zwijndrecht, beheerd door ProRail. Het is 50 hectare groot, heeft een tweesporige heuvel en telt 14 aankomstsporen, 43 verdeelsporen, alle met railremmen, en 12 vertreksporen. Kijfhoek heeft een capaciteit van 4000 goederenwagons per dag. Het rangeerterrein ligt in de Nederlandse gemeente Zwijndrecht.

## Functie
Kijfhoek is een belangrijke schakel in het verdelen van goederen uit de Rotterdamse haven naar het Europese achterland. De treinen worden op Kijfhoek samengesteld in het zogenaamde heuvelproces. De havenspoorlijn Rotterdam verbindt de Maasvlakte met Kijfhoek en vanaf Kijfhoek kunnen goederenwagons verder naar Rotterdam of Dordrecht vanwaar heel Nederland en België kunnen worden bereikt. De Betuweroute biedt een verbinding met het Midden- en Zuid-Europese achterland. In 2004 werden op Kijfhoek ongeveer 200.000 wagons behandeld waarvan ongeveer één derde gevaarlijke stoffen bevatte.
Het rangeerterrein verving de oudere rangeerterreinen Feijenoord, IJsselmonde, Rotterdam-Noord Goederen, maar nam ook taken over van Amsterdam-Rietlanden, Watergraafsmeer en de rangeerterreinen van Amersfoort, Onnen en Zwolle.
Op Kijfhoek is de verkeersleidingspost van ProRail gevestigd, van waaruit de gehele Betuweroute bestuurd wordt.

## Geschiedenis
De aanleg van het rangeerterrein begon in 1975. Het werd op 21 mei 1980 in gebruik genomen en is vernoemd naar de voormalige ambachtsheerlijkheid en tegenwoordige buurtschap Kijfhoek. Kijfhoek is met de komst van de Betuweroute flink gemoderniseerd. Naast ATB-EG is in 2014 op enkele doorgaande sporen ERTMS niveau 1 aangelegd.

## Sophiaspoortunnel
De Sophiaspoortunnel van de Betuweroute begint op het rangeerterrein Kijfhoek, kruist het reizigersspoor Rotterdam-Dordrecht, en passeert de gemeenten Hendrik-Ido-Ambacht en Alblasserdam om in de gemeente Molenlanden weer boven de grond te komen en grotendeels langs de A15 de route naar Duitsland te vervolgen.

## Incidenten
- Op 14 januari 2011 kwam het rangeerterrein in de landelijke media omdat er enkele wagons vlam hadden gevat. In een van de wagons zat de brandbare stof ethanol. In de buurt van de wagons stonden lege lpg-tanks die nog niet schoongemaakt waren, waardoor ontploffingsgevaar ontstond. Daarom werden 33 woningen aan de nabijgelegen Langeweg ontruimd. Tijdens de rechtszaak die volgde zei de officier van justitie dat er structureel iets mis was op Kijfhoek. In vijf jaar tijd waren er 26 botsingen en ontsporingen.[4]
- Op 6 februari 2014 ontsnapte acrylonitril uit een wagon via de blindklep op de bovenkant van de wagon.
- Op 11 juli 2014 botsten een lege wagon, twee wagons met isobutaan en een wagon met methylmercaptaan bij het rangeren op het terrein.
- Op 16 juni 2015 ontspoorden acht wagons met ijzererts op het rangeerterrein en werd daardoor ook een bovenleidingmast omgehaald.
- Op 15 januari 2016 lekte een wagon gevuld met styreen op het rangeerterrein.
- Op 15 mei 2018 is tijdens een controle bij twee reservoirwagens een druppellekkage aangetroffen.
- Op 15 juni 2018 botste tijdens een buitendienststelling een ketelwagon met styreen op het rangeerterrein op een platte wagen.[5]
- Op 12 april 2019 is een druppellekkage geconstateerd van UN 2055 styreen.
- Op 30 januari 2020 lekte een wagon op het rangeerterrein.[6]
- Op 28 april 2020 viel de blusinstallatie uit door een stroomstoring.[7]
- Op 20 mei 2020 bleek bij een spoedreparatie aan negentien wissels dat acht van de honderdzestig wissels achterstallig onderhoud hebben, die vervolgens om veiligheidsredenen direct buiten bedrijf werden gesteld.[8]
- Midden september 2023 ontstond waterschade in een machinekamer, waardoor het automatisch rangeren van wagons niet meer mogelijk was. In plaats daarvan moesten wagons met locomotieven worden gerangeerd, wat veel meer tijd kost.[9]